# Menhir de Miné Saint-Jean

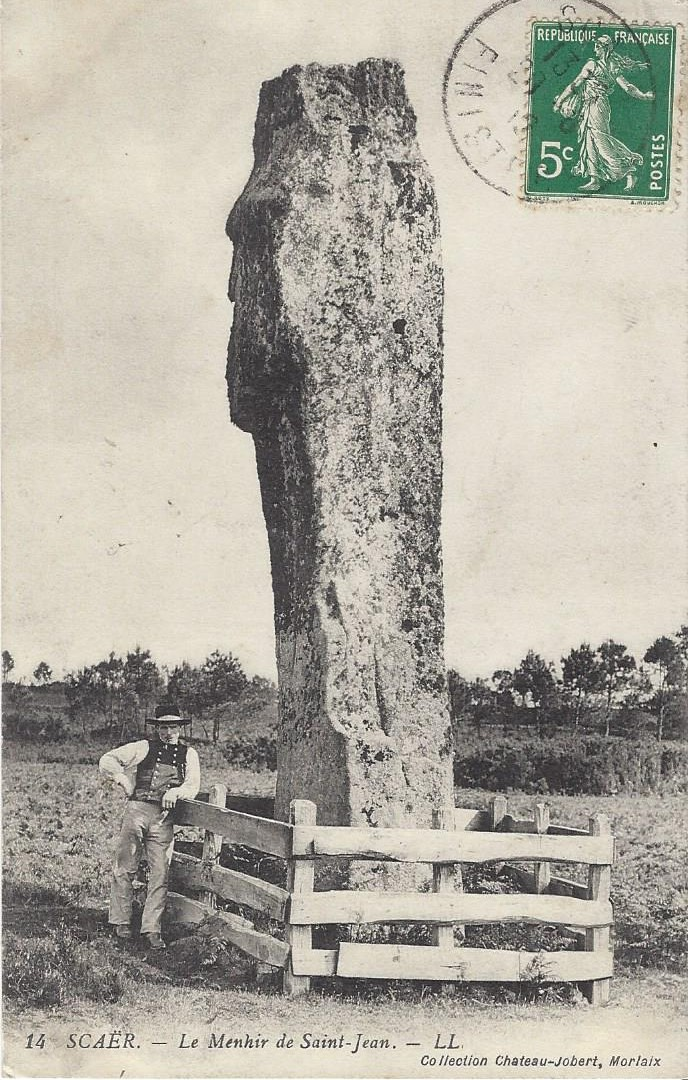
Le Menhir de Saint Jean à SCAER vers 1900/1910.

Le menhir de Miné Saint-Jean est un menhir situé sur la commune de Scaër, dans le département du Finistère en France.

## Description
Le menhir est un bloc de granite clair à grains moyens comportant des diaclases. Il mesure 8,30 m de hauteur avec une base trapézoïdale de respectivement 1,55 m, 0,90 m, 1,35 m et 1,20 m de côté. Il comporte une protubérance aux deux tiers de sa face nord-ouest. 
Un deuxième menhir, couché, est visible à environ 150 m au nord-ouest. Il est constitué d'un bloc de granite d'une longueur de 6 m, d'une épaisseur moyenne de 0,60 m avec une extrémité arrondie. 
Selon Paul du Châtellier, il existait encore au début du XXe siècle un troisième menhir, lui-aussi renversé, et à 400 m au sud-est de la chapelle Saint-Jean voisine, un dolmen élevé sur un tertre.